# Skarbiec bazyliki św. Serwacego w Maastricht

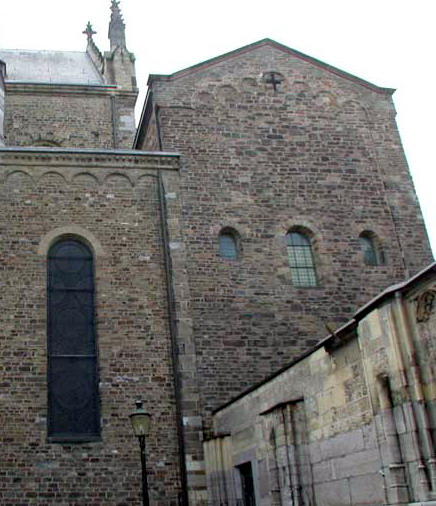
Widok na kaplicę kapitulną, mieszczącą skarbiec

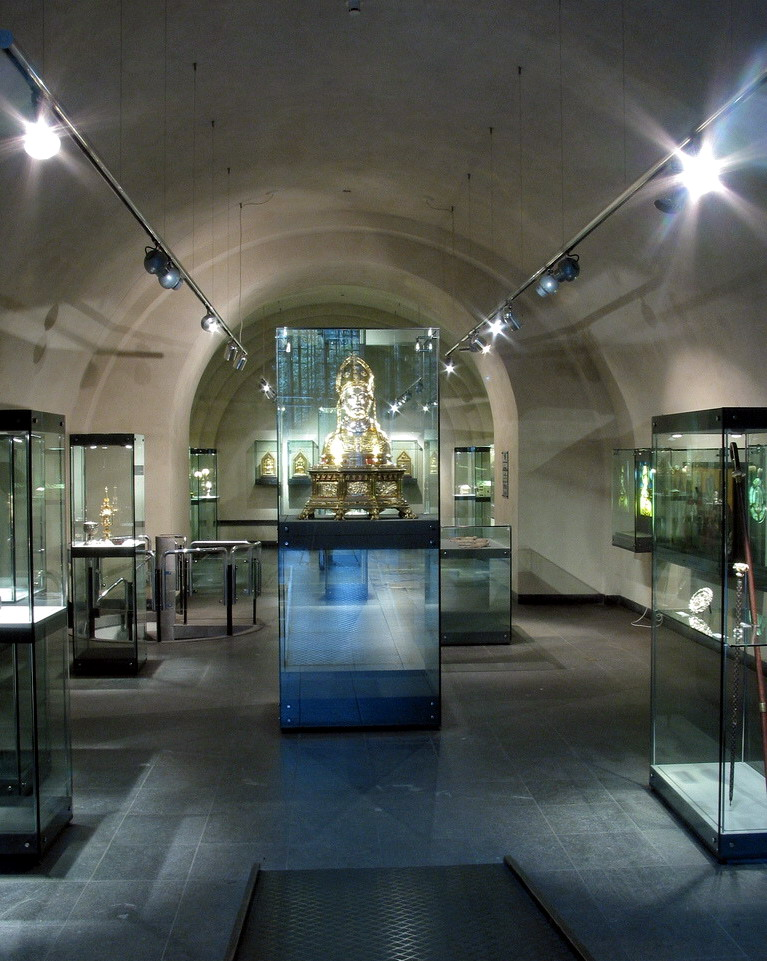
Wnętrze kaplicy z dziełami kultu św. Serwacego

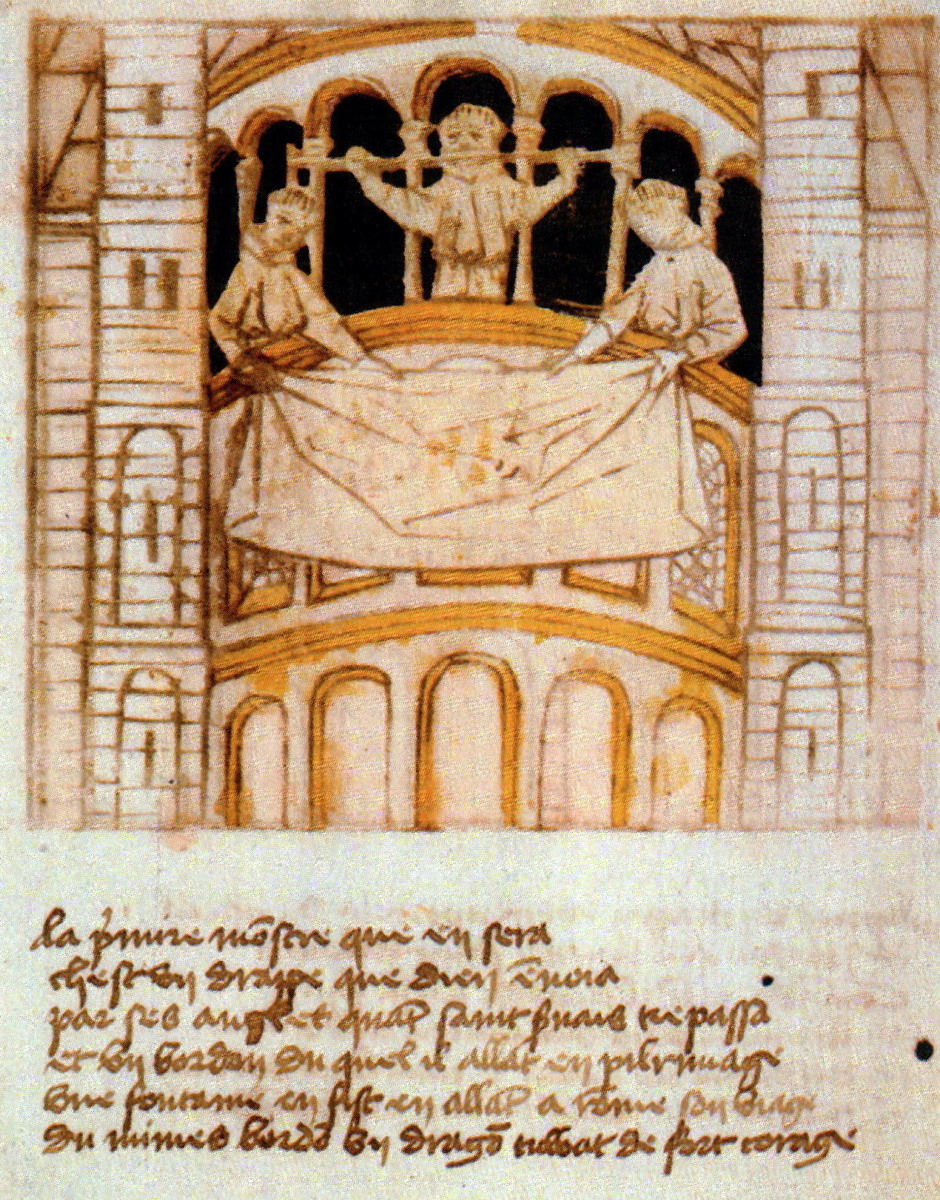
Historyczne przedstawienie prezentacji relikwii św. Serwacego (Blokboek van St Servaas, ok. 1460)

Skarbiec bazyliki Świętego Serwacego w Maastricht (nd. Schatkamer Sint-Servaasbasiliek) – historyczna kolekcja przedmiotów liturgicznych i różnorodnych dzieł sztuki sakralnej m.in. związanych z osobą świętego Serwacego i jego kultem. Skarbiec ten znajduje się w Maastricht (Limburgia, Holandia) i wchodzi w skład dawnego zespołu katedralnego z kościołem św. Serwacego. Obecnie muzeum sztuki sakralnej, jedno z największych tego typu w Holandii.     

## Dzieje
Historia skarbca kościoła w Maastricht sięga początków kultu świętego Serwacego, który został pochowany w podziemiach katedry. W związku z kultem tego hierarchy duchowieństwu Maastricht ofiarowywano wiele cennych przedmiotów, z których większa część się nie zachowała. Źródła wspominają o darach władców lub ich dworu, m.in. o relikwiarzu w kształcie łuku triumfalnego, który ofiarował Einhard, znany z biografii cesarza Karola Wielkiego. 
Wraz z budową nowego kościoła, która miała miejsce od X do XII wieku, i wzmożonym ruchem pielgrzymkowym skarbiec otrzymał wiele cennych dzieł i klejnotów, m.in. złoty relikwiarz św. Serwacego wykonany w 1160 roku. Prawdopodobnie od XIII, a na pewno od XIV stulecia, miały miejsce prezentacje relikwii świętego, które odbywają się co siedem lat do dziś. Dzięki miniaturze z XIII wieku wiadomo, iż relikwie wystawiano w galerii arkadowej znajdującej się w absydzie, na zewnątrz, w stronę placu Vrijthof, gdzie gromadzili się pątnicy. 
Na podstawie wzmianki z 1340 wiadomo, że pierwotnie skarbiec znajdował się w tzw. podwójnej komorze – zachowanym do dziś ciemnym pomieszczeniu powstałym w XI wieku, usytuowanym poniżej północnego ramienia transeptu, pełniącym funkcję kaplicy dla członków kapituły. W 1579 roku skarbiec został splądrowany przez wojska hiszpańskie, które pod dowództwem Aleksandra Farnese zdobyły i zniszczyły Maastricht. W 1634 skarbiec został przeniesiony do Liège, gdzie znajdował się przez 20 lat. W 1794 Maastricht zajęły wojska Pierwszej Republiki Francji. Znaczna część dzieł złotnictwa została przetopiona na kruszec, na opłatę podatku wojennego na rzecz Francji, a ponadto po kasacie kapituły katedralnej w 1796 sprzedano kolejną część precjozów. Najcenniejsze przedmioty ewakuowano. W 1873 roku skarbiec przeniesiono do dawnego refektarza i sali szkoły katedralnej. W XIX i XX wieku zbiory wzbogaciły się o szereg dzieł złotnictwa pochodzących z innych kościołów Limburgii, które przestały pełnić swoją funkcję oraz o przedmioty odnalezione podczas badań archeologicznych w obrębie zespołu katedralnego. W 1982 zbiory przeniesiono do sześciu sal wschodniego skrzydła monasterium, w tym do historycznej kaplicy kapituły. 

## Zbiory
Skarbiec jest podzielony na cztery części:
Najważniejszą z nich są Servatiana – przedmioty związane bezpośrednio z osobą św. Serwacego lub dzieła związane z kultem patrona katedry i miasta. Należą do nich:
- puchar św. Serwacego, wykonany techniką millefiori, wyrób rzymski, z IV wieku,
- przenośny ołtarzyk z zielonego serperntynitu, datowany na IV wiek, wzbogacony srebrną dekoracją w XII w.,
- klucz św. Serwacego, przerobiony na początku IX wieku, srebrny, z bogatą dekoracją ornamentalną (klucz jest jednym z atrybutów św. Serwacego),
- laska św. Serwacego, drewniana, w XI wieku przerobiona na pastorał, wykonany z kości słoniowej,
- krzyż pektoralny, drewniany, przerobiony w X/XI wieku na pektorał w typie crux gemmata, oprawiony srebrem i złotem oraz emaliami i kamieniami szlachetnymi.

Kolejną cześć zbiorów tworzą dzieła związane z kultem świętego Serwacego (a zwłaszcza jego relikwii) oraz dzieła malarstwa z wizerunkami patrona:
- relikwiarz świętego Serwacego, romański, w formie skrzyni nakrytej dwuspadowym dachem; drewniany, pokryty złotą, ozdobiony reliefami z wizerunkiem świętego i jego żywota, ponadto ozdobione filigranem, emalią i kamieniami szlachetnymi,
- renesansowe popiersie św. Serwacego, ufundowane przez Alexandra Farnese (1579),
- relikwiarz Krzyża Pańskiego, późnogotycki, dzieło Mistrza Ulryka z 2. poł. XV w.,
- późnogotycki obraz (ok. 1500) z przedstawieniem Rodziny Marii, w którym ukazany jest także pierwszy biskup Maastricht.

Pozostałe zbiory obejmują m.in. przedmioty liturgiczne, obrazy, rzeźby, tapiserie itp.   

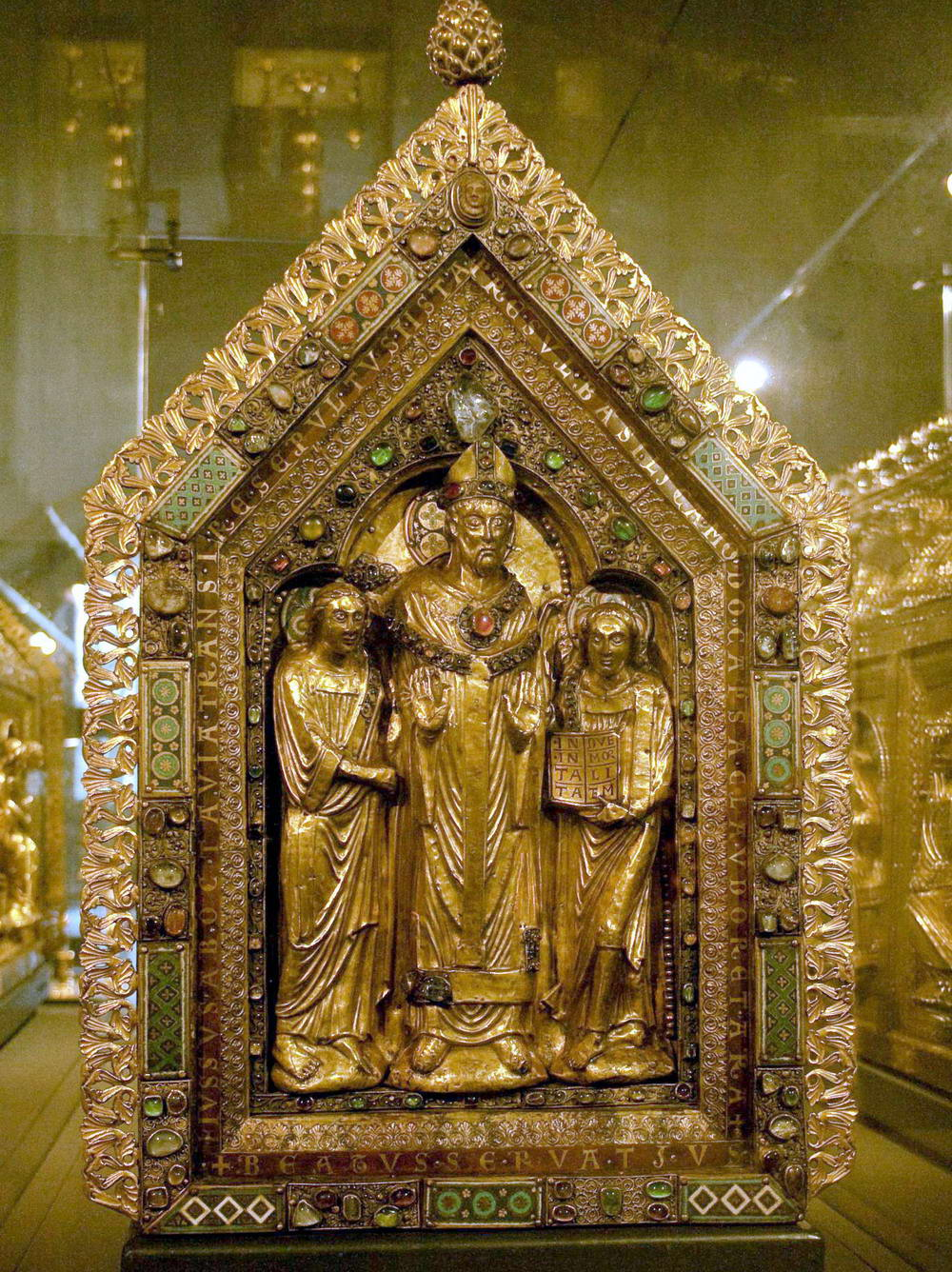
Relikwiarz św. Serwacego
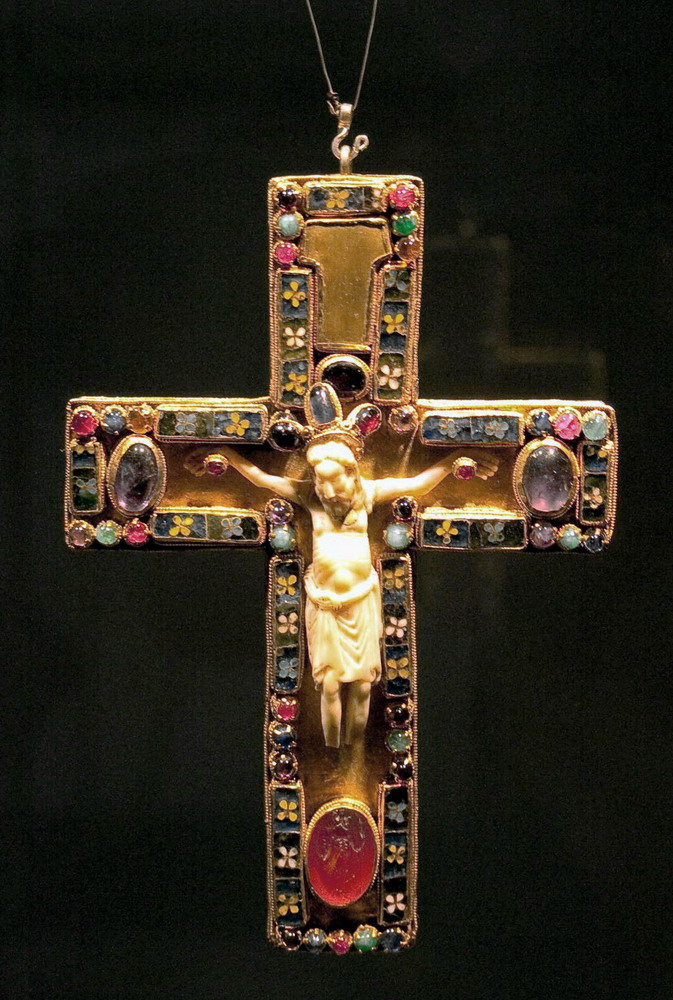
Krzyż pektoralny
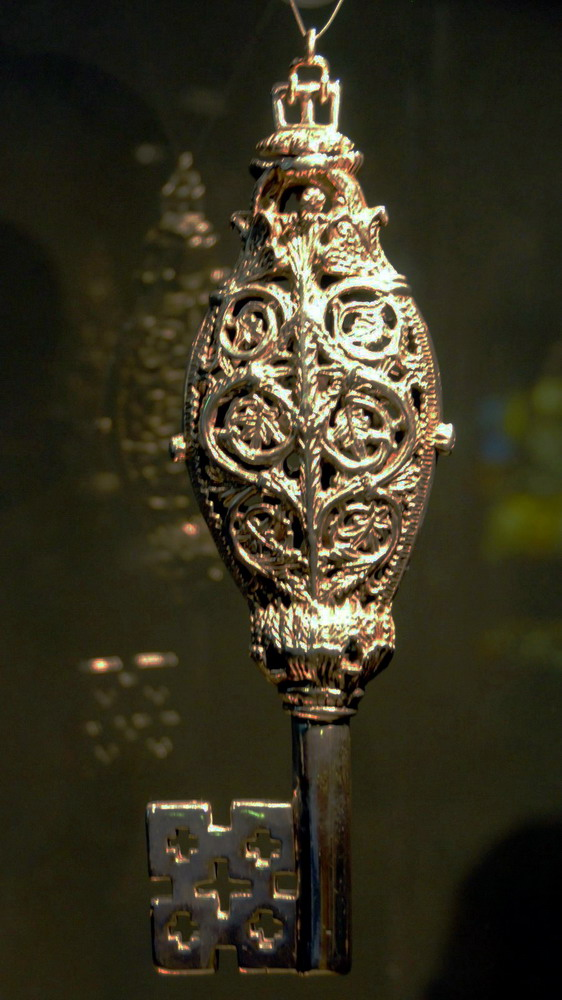
Klucz św. Serwacego
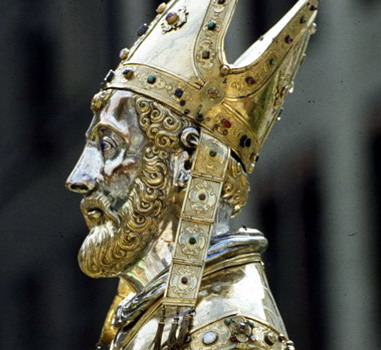
Popiersie św. Serwacego